# Alois Lexa von Aehrenthal
El conde Alois Lexa von Aehrenthal (Gross-Skal, 27 de septiembre de 1854  -  Viena, 17 de febrero de 1912) fue un diplomático austrohúngaro, Ministro de Exteriores durante la mayor parte de la primera década del siglo XX.
Como Ministro de Exteriores del Imperio austrohúngaro (1906-1912), reavivó enérgicamente la inactiva política exterior del Imperio. Su proclamación de anexión de Bosnia y Herzegovina en 1908, provocó temores de una posible guerra con Rusia, enardeciendo las pasiones austrofóbicas de Serbia, hecho que derivó en la censura internacional e induciendo a la Crisis bosnia.

## Comienzos
Aehrenthal provenía de una familia de Bohemia ennoblecida en 1790 y que en 1828 había recibido el título de baronía. Su padre, Johann Friedrich von Aehrenthal Lexa (1817-1898) había sido durante mucho tiempo portavoz de la nobleza feudal de Bohemia. Sus grandes propiedades en Gross-Skal (actualmente Hrubá Skála, en la República Checa) contaba con 5.500 hectáreas. Su madre era la condesa María Felicitas von Thun-Hohenstein (1830-1911). Alois pertenecía a una familia de la aristocracia bohemia con buenas conexiones. Se casó en 1902 con la condesa Paulina Széchenyi (1871-1945), miembro de una familia de la alta nobleza húngara.
Al no ser el primogénito, Aehrenthal no habría de heredar las tierras paternas y marchó a estudiar a Bonn y Praga. Se licenció en Derecho y en 1877 entró en el servicio diplomático de Austria-Hungría. El entonces Ministro de Exteriores, el conde Gustav Kálnoky ascendió a Aehrenthal y se convirtió en su modelo a seguir. 
Las relaciones de Aehrenthal con el sucesor de Kálnoky, el conde Goluchowski, fueron, sin embargo, bastante complicadas y fue especialmente intenso el desacuerdo sobre la política hacia Rusia y el Imperio Otomano. Goluchowski había buscado la reconciliación con Rusia y la conservación del débil Imperio otomano, mientras que Aehrenthal abogó por una política más agresiva. 
El diplomático italiano, conde Carlo Sforza, relató más tarde que Aehrenthal le confesó haberse aburrido en su primer puesto en el extranjero como agregado en París en  1877-1878 , mientras que, durante su desempeño en San Petersburgo (como agregado en 1878-1883, más tarde, como consejero de la embajada entre 1888 y 1894 y, finalmente, como embajador de 1899 a 1906) le habían beneficiado, mientras que su periodo de embajador en Rumania (1895-1898) no le habían aprovechado. En San Petersburgo que había aprendido a temer y despreciar solamente. A pesar de ello y gracias a su larga estancia en el país, Aehrenthal adquirió un gran conocimiento del imperio zarista y, hasta la crisis de 1908, también mantuvo buenas relaciones sociales con la elite dominante.

## Ministro de exteriores
En 1906 Aehrenthal 1906 fue nombrado por el emperador Francisco José sucesor de Goluchowski al frente del ministerio de exteriores austrohúngaro, cargo que desempeñó hasta su muerte en 1912. Debido a su mujer húngara, era considerado el candidato de la clase dominante magiar. Arrogante y despreciativo de todos sus predecesores desde Gyula Andrássy, prometía restaurar mediante un golpe de diplomacia el prestigio del decadente Imperio.
Su política exterior se caracterizó también durante todo su periodo al frente del ministerio por su rechazo de la política de equilibrio con respecto a Rusia, que su antecesor Goluchowski había mantenido en lo referente a los Balcanes. Al comienzo trató de revivir la Santa Alianza, devolviendo al Imperio alemán al papel de aliado secundario. Admitiendo la decadencia final del Imperio otomano y las ambiciones expansionistas rusas en los Balcanes, trató de aprovechar ambas circunstancias para cimentar la alianza con Rusia y expandirse en esa región.

### "Guerra de los cerdos" con Serbia
En 1906, hubo de manejar una crisis con Serbia debido a la aplicación de aranceles prohibitivos a los productos serbios, condición que impusieron los magnates magiares para aceptar el ejército común con la parte austriaca. El conflicto resultó perjudicial para el Imperio austrohúngaro ya que Serbia logró un nuevo mercado más amplio en Alemania, obtuvo permiso para exportar sus productos agrícolas a través del puerto otomano de Salónica y pasó a solicitar su crédito en París, donde también comenzó a adquirir su armamento, perdiendo sus ventas las fábricas bonemias de Škoda. En 1907, Aehrenthal hubo de cerrar la crisis ofreciendo a Serbia un acuerdo comercial más favorable a esta que el que se había rescindido en 1906.
Aehrenthal entonces comenzó a contemplar algún plan para debilitar definitivamente a Serbia, quizá repartiéndosela con Bulgaria. Serbia no sólo causaba problemas por su competencia agrícola a los productos de los terratenientes húngaros sino que, por sus disputas con el gobierno de Viena, producía también enredos internos por el disgusto de la nueva coalición serbo-croata que controlaba el Sabor de la autónoma Croacia.
En la primavera de 1908 propuso un proyecto de construcción de una línea de ferrocarril, el llamado Sandschakbahn (ferrocarril del Sandžak), que habría de unir Bosnia, entonces parte teórica del Imperio otomano pero administrado en la práctica por Austria-Hungría, con el puerto otomano de Salónica, en Macedonia (un proyecto que los países eslavos de la península y su gran potencia protectora, Rusia, consideraron como contrario a sus intereses). El ferrocarril nunca llegó a construirse.

### La crisis de la anexión de Bosnia y Herzegovina

Las provincias otomanas administradas por el Imperio austrohúngaro (Bosnia y Herzegovina y la ocupada militarmente, el Sanjacado de Novi Pazar). Aehrenthal decidió anexionar definitivamente las primeras a cambio de la retirada en la segunda y el apoyo ruso al paso de su flota por los estrechos del Mármara.

La Revolución de los Jóvenes Turcos en el Imperio otomano produjo un aumento de los temores de Austria-Hungría de que el nuevo régimen podría tratar de recuperar las provincias administradas por el Imperio. Austria-Hungría había ocupado Bosnia-Herzegovina con el consentimiento de las grandes potencias reunidas en el Congreso de Berlín de 1878 y en tres décadas la monarquía había invertido considerables recursos en las infraestructuras del territorio. Por lo tanto, procedió en 1908 a la anexión formal de Bosnia y Herzegovina, retirándose, sin embargo, del vecino Sandžak, que también ocupaba militarmente desde la misma fecha. La anexión, que era contraria al Tratado de Berlín de 1878, contaba con la teórica aprobación de Rusia, que Aehrenthal había logrado previamente.
En efecto, el embajador austrohúngaro en San Petersburgo, conde Leopold Berchtold, arregló el encuentro de Aehrenthal con el canciller ruso Aleksandr Izvolski en el castillo moravo de Buchlau moravo, donde el ministro ruso aceptó la anexión con la condición de que Viena, a su vez, respaldase la petición de los rusos de la apertura internacional de los estrechos del Mar de Mármara a la flota rusa. Aehrenthal, sin embargo, procedió a llevar a cabo la anexión de las provincias otomanas sin respaldar a la vez las solicitudes rusas, desairando a esta potencia y a las demás firmantes del Tratado de Berlín, a las que no había consultado esta infracción del Tratado. Al Imperio otomano se le apaciguó mediante una compensación económica. La pérdida definitiva de Bosnia y Herzegovina para Serbia, que ansiaba hacerse con la provincia, de abundante población serbia, hizo que este país pasase a contarse irreversiblemente entre los adversarios de la monarquía habsburgo; Aehrenthal no hizo nada para mejorar las relaciones con Serbia. La anexión provocó una crisis internacional que llevó a la ruptura de las buenas relaciones con Rusia, pero no a la guerra con esta potencia, muy debilitada militarmente tras su derrota en la Guerra Ruso-Japonesa y la revolución de 1905, y que se vio obligada a ceder en 1909.
Por sus servicios a la anexión de Bosnia-Herzegovina, la primera expansión territorial del Imperio de los Habsburgo desde 1846, y la reversión de la tendencia de fuertes pérdidas territoriales (1859 y 1866), el emperador nombró a Aerenthal conde en 1909. Las consecuencias de la anexión para las potencias europeas y el sistema de alianzas y la propia Austria-Hungría, no obstante, fueron subestimados por Aehrenthal, hostil a los serbios, así como de los líderes magiares, los partidarios de la guerra cercanos al Jefe del Estado Mayor austrohúngaro, Conrad. La crisis se resolvió por el ultimátum alemán a Rusia que hizo que esta cediese, haciendo aparecer al Imperio austrohúngaro como un mero protegido de los alemanes; y llevó a Austria-Hungría a tener que tratar con Serbia, rebajándose como gran potencia.
En febrero de 1909, con el ejército movilizado contra Serbia, Aehrenthal se opuso finalmente a la invasión, viendo en la anexión de más súbditos eslavos un problema añadido para el Imperio, ya dividido por cuestiones nacionalistas, para lo que logró el apoyo del emperador. La crisis, que alejó a Rusia del Imperio, acabó resolviéndose por la amenaza alemana a Rusia.

### El caso Friedjung
Durante el periodo de la crisis bosnia en la que se sopesó la guerra contra Serbia se formularon cargos falsos de traición contra los dirigentes de la coalición serbo-croata, mayoritaria en el parlamento autónomo de Croacia. Se publicaron documentos falsificados por el gobierno austrohúngaro para condenar a los políticos y, cuando se decidió no atacar Serbia, no se detuvo la publicación de los documentos a tiempo. El caso, de gran repercusión, hundió la reputación de Aehrenthal y del Imperio, cuando el respetado Tomáš Masaryk acusó a Aehrenthal de estar tras la conspiración y este no lo negó.

### Últimos años
Como resultado de la crisis, Serbia se acercó a Rusia y dirigió sus ansias de expansión territorial hacia los territorios otomanos, lo que condujo en 1912 y 1913 a las Guerras Balcánicas. La crisis de la anexión y la posición de Aehrenthal en otras cuestiones diplomáticas (Crisis de Agadir) hizo que el ministro contribuyese al aislamiento diplomático de Austria-Hungría entre  las potencias europeas, mientras que crecía la dependencia de Alemania. Desapareció el último ímpetu en la política exterior austrohúngara, volviendo Aehrenthal a la política de conciliación de sus antecesores.
Aehrenthal se opuso a la pretensión del Jefe de Estado Mayor, Conrad, que solicitó repetidamente al emperador una guerra preventiva contra Italia. El emperador finalmente se negó, bajo la presión de Aehrenthal, en el otoño de 1911, y relevó a Conrad, que sólo volvió a encabezar el Estado Mayor a la muerte de Aehrenthal en 1912, a instancias del Archiduque Francisco Fernando de Austria.
A principios de 1912 su salud, muy deteriorada, dio razones para que Aehrenthal fuese relevado. El emperador decidió que le sucediese Leopold Berchtold y aceptó la renuncia de Aehrenthal en una carta manuscrita el 17 de febrero de 1912 en la que le expresaba su "agradecimiento efusivo" y concedió a Aehrenthal la Gran Cruz de la Orden de San Esteban con distintivo de diamantes. Aehrenthal murió esa misma noche de leucemia.
El liberal Josef Redlich, miembro del consejo imperial y ministro describió a Aehrenthal en su diario así:

Tuvo personalidad y lo fue poderosa de este país de gran potencial y medidas a medias [...] Él es el hombre que me otorgó el viejo espíritu austriaco con más vitalidad que cualquier otro de la época de Francisco José.